# Orectogyrus cyanipterus
Orectogyrus cyanipterus là một loài bọ cánh cứng trong họ van Gyrinidae. Loài này được Guignot miêu tả khoa học năm 1947.